# شوان ليكباي
شوان ليكباي (بالتايلندية: ชวน หลีกภัย) من مواليد 28 يوليو 1938م في محافظة ترانغ جنوب تايلاند، رئيس الوزراء التايلاندي في مرتين الأولي من 20 سبتمبر 1992 إلى 19 مايو 1995 والثانية من 9 نوفمبر 1997 حتى 9 فبراير 2001 يعتبر شوان من الجيل الثالث من الاصول الصينية التايلاندية  ولدي شوان 9 اشقاء ويعتبر الثالث في العائلة ودرس القانون في جامعة تاماسات في بانكوك وعمل كمحامي بعد تخرجة وانتقل للعمل كسياسي وانتخب زعيم للحزب الديموقراطي ومن بعدها رئيسا للوزراء.

## روابط خارجية
- شوان ليكباي على موقع الموسوعة البريطانية (الإنجليزية)
- شوان ليكباي على موقع مونزينجر (الألمانية)